# Alexander Alexandrowitsch Aljabjew
Alexander Alexandrowitsch Aljabjew (russisch Александр Александрович Алябьев; * 4.jul. / 15. August 1787greg. in Tobolsk; † 22. Februarjul. / 6. März 1851greg. in Moskau) war ein russischer Komponist.

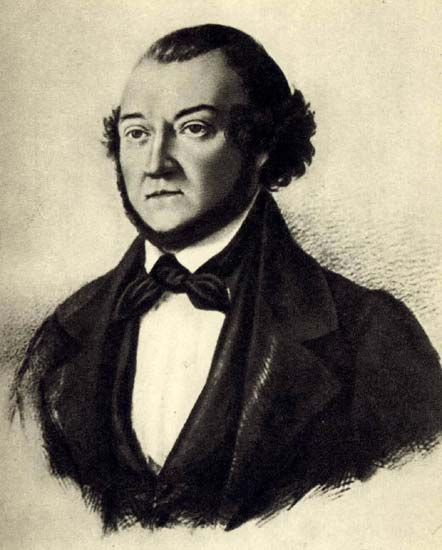
Alexander Alexandrowitsch Aljabjew

## Leben
Aljabjew wurde in Tobolsk geboren, wo sein Vater Alexander Aljabjew als Gouverneur tätig war, zog aber in seiner Kindheit mehrmals um und lebte schließlich in Moskau. Um 1810 trat er erstmals als Komponist in Erscheinung, doch wurde seine Karriere kurzfristig dadurch unterbrochen, dass er 1812 als Freiwilliger am Krieg gegen Napoleon I. teilnahm und zum Husarenoffizier aufstieg. Danach ließ sich Aljabjew in Sankt Petersburg nieder. Obwohl er von nun an hauptsächlich als Komponist tätig war, blieb er bis zum Jahre 1823 Mitglied der Armee. 1823 zog er nach Moskau. Zwei Jahre später nahm er an einer beim Kartenspielen entbrannten Schlägerei teil, bei der ein Mensch getötet wurde. Daraufhin wurde er zunächst für drei Jahre in Untersuchungshaft genommen und schließlich für schuldig erklärt, obwohl die Anklage (Mord) nicht einwandfrei bewiesen werden konnte. Aljabjew wurde zu Strafe zunächst nach Tobolsk verbannt, 1833 nach Orenburg gebracht und ein Jahr später wieder ins Gouvernement Moskau gelassen. Im Jahre 1843 wurde ihm erlaubt, sich wieder in Moskau niederzulassen. Allerdings stand er von 1825 bis an sein Lebensende ununterbrochen unter Polizeiaufsicht. Als er 1851 starb, spielte er als Komponist kaum eine Rolle mehr.
Der Aljabjew-Gletscher in der Antarktis ist nach ihm benannt.

## Stil
Aljabjew war einer der ersten russischen Komponisten, die sich für die Volksmusik ihrer Heimat interessierten. Besonders seit seiner Verbannung betätigte er sich als Volksliedsammler. In seine späteren Werke ließ er auch Volksliedgut einfließen, wenngleich nicht so konsequent wie Michail Glinka. Seine früheren Werke zeigen vor allem seine Bewunderung für Beethoven, er schrieb aber auch viel Salonmusik. Insgesamt ist sein Stil eher konservativ und wird gerne mit dem frühen Schubert verglichen, nicht zuletzt auf Grund seines Liedschaffens. Allerdings ist gerade sein Spätwerk zum großen Teil verschollen, was eine Wertung seines kompositorischen Schaffens erschwert. Aljabjew komponierte für alle musikalischen Gattungen, Orchester- wie Kammermusik und Klavierwerke; den Schwerpunkt seines Schaffens bildet indes die Vokalmusik, besonders seine Lieder. Aljabjews kompositorische Karriere wurde durch seine Verbannung jäh unterbrochen: zunächst erarbeitete er sich als Komponist einen guten Ruf, der darin gipfelte, dass er die Einweihungsmusik für das berühmte Bolschoi-Theater komponieren durfte. Ab 1825 wurde allerdings kaum ein Werk Aljabjews mehr gespielt; hinzu kam, dass er bis an sein Lebensende unter Auftrittsverbot stand. Einzig einige Lieder waren nach wie vor populär, besonders das im 19. Jahrhundert immens bekannte Lied „Die Nachtigall“ (Solowei). In der Sowjetunion erfuhr Aljabjew als einer der Wegbereiter der russischen Nationalmusik eine gewisse Revitalisierung. Dennoch ist heute kaum mehr als sein Name bekannt.

## Werke
- Orchestermusik
  - Symphonie G-Dur (vor 1820, Fragment)
  - Symphonie Es-Dur (vor 1820)
  - Symphonie e-Moll (1830)
  - Symphonie (1850, verschollen)
  - Ouvertüren
  - Märsche
  - etliche Tänze
  - Bühnenmusiken
- Vokalmusik
  - 5 Opern, davon 4 nur fragmentarisch überliefert, u. a. „Ammalat-bek“ (1842–47)
  - 23 Vaudevilles
  - geistliche Chorwerke
  - zahlreiche weltliche Chorwerke, u. a. „Der Triumph der Musen“ (1824, zur Einweihung des Bolschoi-Theaters, verschollen)
  - etwa 150 Lieder
  - Volksliedbearbeitungen
- Kammermusik
  - Streichquartett Nr. 1 Es-Dur (1815)
  - Streichquartett Nr. 2 (um 1820, verschollen)
  - Streichquartett Nr. 3 G-Dur (1825)
  - Streichquartett g-Moll (1842, Fragment)
  - Streichquartett (1846, Fragment)
  - Klaviertrio Es-Dur (um 1815)
  - Klaviertrio a-Moll (nach 1817)
  - Klavierquintett Es-Dur (1818)
  - Violinsonate e-Moll (1834)
  - einige Klavierwerke